# Гурий (Фёдоров)
Епи́скоп Гу́рий (в миру Владислав Альбертович Фёдоров; 8 ноября 1960, Калининград, Московская область) — епископ Русской православной церкви, епископ Арсеньевский и Дальнегорский.
Тезоименитство: 4/17 октября (святителя Гурия, архиепископа Казанского).

## Биография
Родился 8 ноября 1960 года в городе Калининграде (ныне Королёв) Московской обл. в семье служащих. Отец — Альберт (в крещении Александр) Иванович Фёдоров, с 1993 года — иерей.
В 1978 года окончил среднюю школу № 7 в Калининграде Московской области, в том же году поступил на работу в КБ ХИММАШ испытателем.
В 1981—1984 годы состоял в браке. Дочь от брака Михеева София родилась в 1983 году.
В 1985 году окончил Московский архитектурный институт.
2 апреля 1985 году крещен в храме пророка Илии в Обыденном переулке г. Москвы.
С 10 августа 1986 по 29 января 1989 год — алтарник и чтец в церкви Преображения Господня на Краснобогатырской улице города Москвы.
С 30 января 1989 года — насельник Троице-Сергиевой лавры, 8 мая принят в братию обители. Нёс послушания архитектора в экономском отделе, завсклада, клиросное и др.
8 апреля 1990 года наместником Троице-Сергиевой лавры архимандритом Феогностом (Гузиковым) пострижен в монашество с именем Гурий в честь Гурия, архиепископа Казанского.
21 сентября 1990 года рукоположён во иеродиакона епископом Бендерским Викентием (Морарь).
С 25 ноября 1990 по 8 ноября 1995 год нёс послушание старшего иподиакона у патриарха Алексия II.
С 17 апреля 1994 по 29 декабря 2000 год входил в рабочую группу по проектированию и строительству Храма Христа Спасителя (искусствоведческая комиссия).
С 5 октября 1994 года — помощник ключаря Храма Христа Спасителя с поручением оказания необходимой помощи в вопросах, связанных с воссозданием порушенной святыни.
8 ноября 1995 года рукоположён во иеромонаха с возложением набедренника и наперсного креста. Совершал богослужения в храме-часовне во имя иконы Божией Матери «Державная» с освящением (водосвятием) этапов строительства Храма Христа Спасителя. После освящения нижнего Преображенского храма, в котором курировал художественное оформление, совершал богослужения.
26 февраля 1997 года награждён медалью «В память 850-летия Москвы».
С 1998 года — преподаватель церковного искусства на 3-4 курсах Николо-Перервинской семинарии г. Москвы.
С 30 декабря 2000 года — настоятель храма вмч. и целителя Пантелеимона при ЦКБ № 1 ОАО «РЖД» г. Москвы. 5 мая 2001 г. назначен помощником духовника, с 17 марта 2007 г. — духовником Свято-Пантелеимоновского училища сестер милосердия при ЦКБ № 1 ОАО «РЖД».
С 3 апреля 2005 года — настоятель и строитель Патриаршего Предтеченского подворья в селе Сумароково Рузского района Московской области.
В 2006 году заочно окончил Московскую духовную академию.
5 октября 2011 года решением Священного синода РПЦ был избран правящим архиереем новоурчеждённой Арсеньевской епархии с титулом «Арсеньевский и Дальнегорский».
27 октября 2011 года в крестовом храме в честь Владимирской иконы Божией Матери Патриаршей резиденции в Чистом переулке митрополитом Саранским и Мордовским Варсонофием возведён в сан архимандрита.
28 октября 2011 года в рабочей Патриаршей резиденции в Чистом переулке в Москве наречён во епископа Арсеньевского. Чин наречения совершили Патриарх Кирилл, митрополит Саранский и Мордовский Варсонофий (Судаков), митрополит Екатеринбургский и Верхотурский Кирилл (Наконечный), архиепископ Истринский Арсений (Епифанов), архиепископ Абаканский и Хакасский Ионафан (Цветков), епископ Солнечногорский Сергий (Чашин), епископ Воскресенский Савва (Михеев).
6 ноября 2011 года в храме в честь иконы Божией Матери «Всех скорбящих Радость» на Большой Ордынке в Москве хиротонисан во епископа Арсеньевского и Дальнегорского. Хиротонию совершили: Патриарх Московский и Руси Кирилл, митрополит Крутицкий и Коломенский Ювеналий (Поярков), митрополит Волоколамский Иларион (Алфеев), митрополит Владивостокский и Приморский Вениамин (Пушкарь), епископ Солнечногорский Сергий (Чашин).

## Публикации
- Утверждение истины. Раннехристианская архитектура I—V веков // Светильникъ. Церковное искусство и археология. Вып. 1. — М., 2001
- Церковный подход к храмовому строительству // Мир Божий. — 2002. — № 1 (8). — С. 96—99.
- Державная икона Божией Матери // Православная энциклопедия. — М., 2007. — Т. XIV : Даниил — Димитрий. — С. 436-437. — 39 000 экз. — ISBN 978-5-89572-024-0. (в соавторстве)
- Продолжатель дела Сергиева : воспоминания о дивном лаврском старце архимандрите Науме (Байбородине). — Москва: Сибирская благозвонница, 2024. — 382 с. — ISBN 978-5-00127-439-1. — 5000 экз.